# شهرستان کیوانی (ویسکانسین)
شهرستان کیوانی، ویسکانسین (به انگلیسی: Kewaunee County, Wisconsin) یک سکونتگاه مسکونی در ایالات متحده آمریکا است که در ویسکانسین واقع شده‌است.

## خصوصیات
شهرستان کیوانی ۲٬۸۰۷٫۵۶ کیلومترمربع مساحت دارد.

## نگارخانه

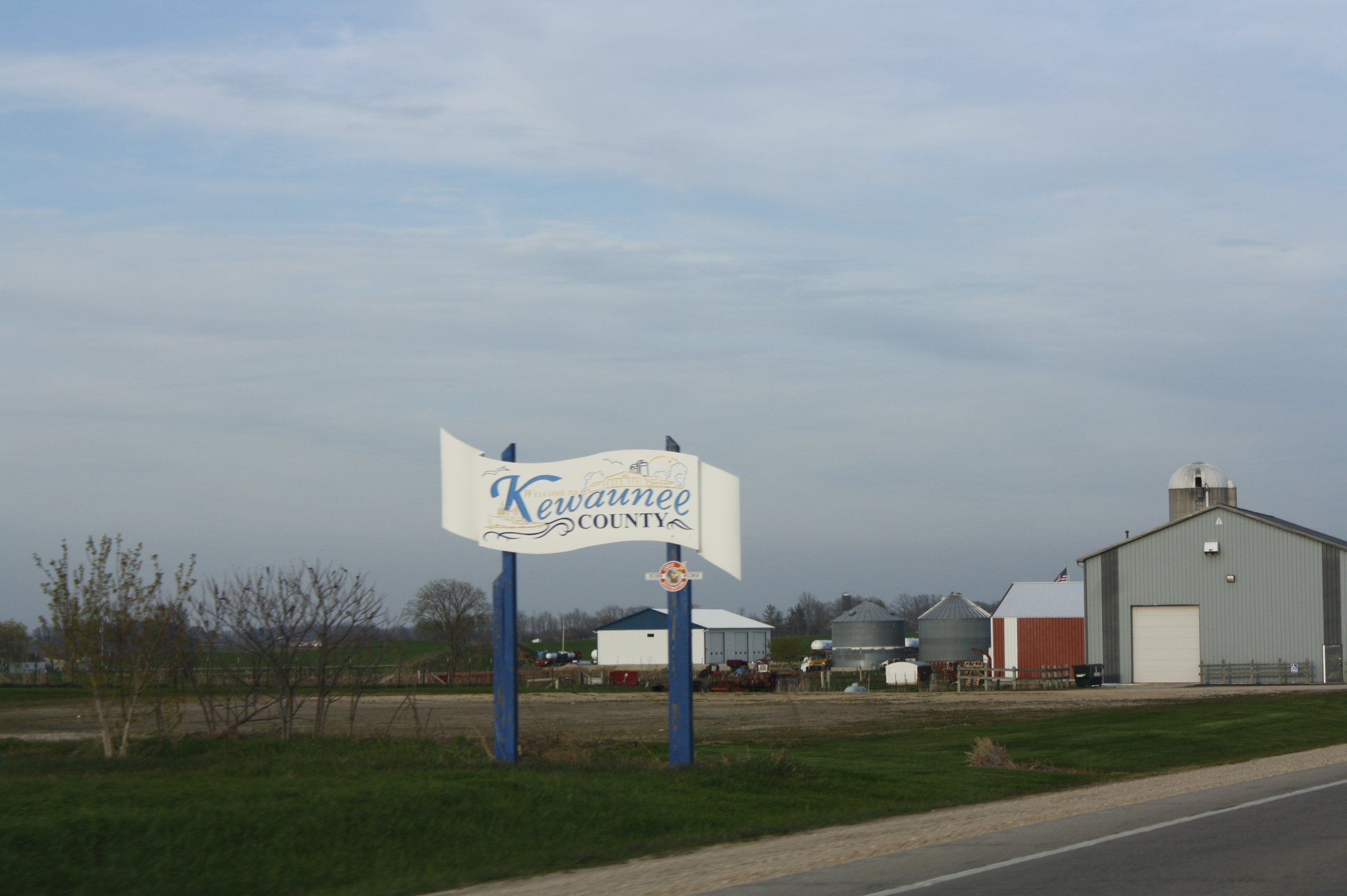
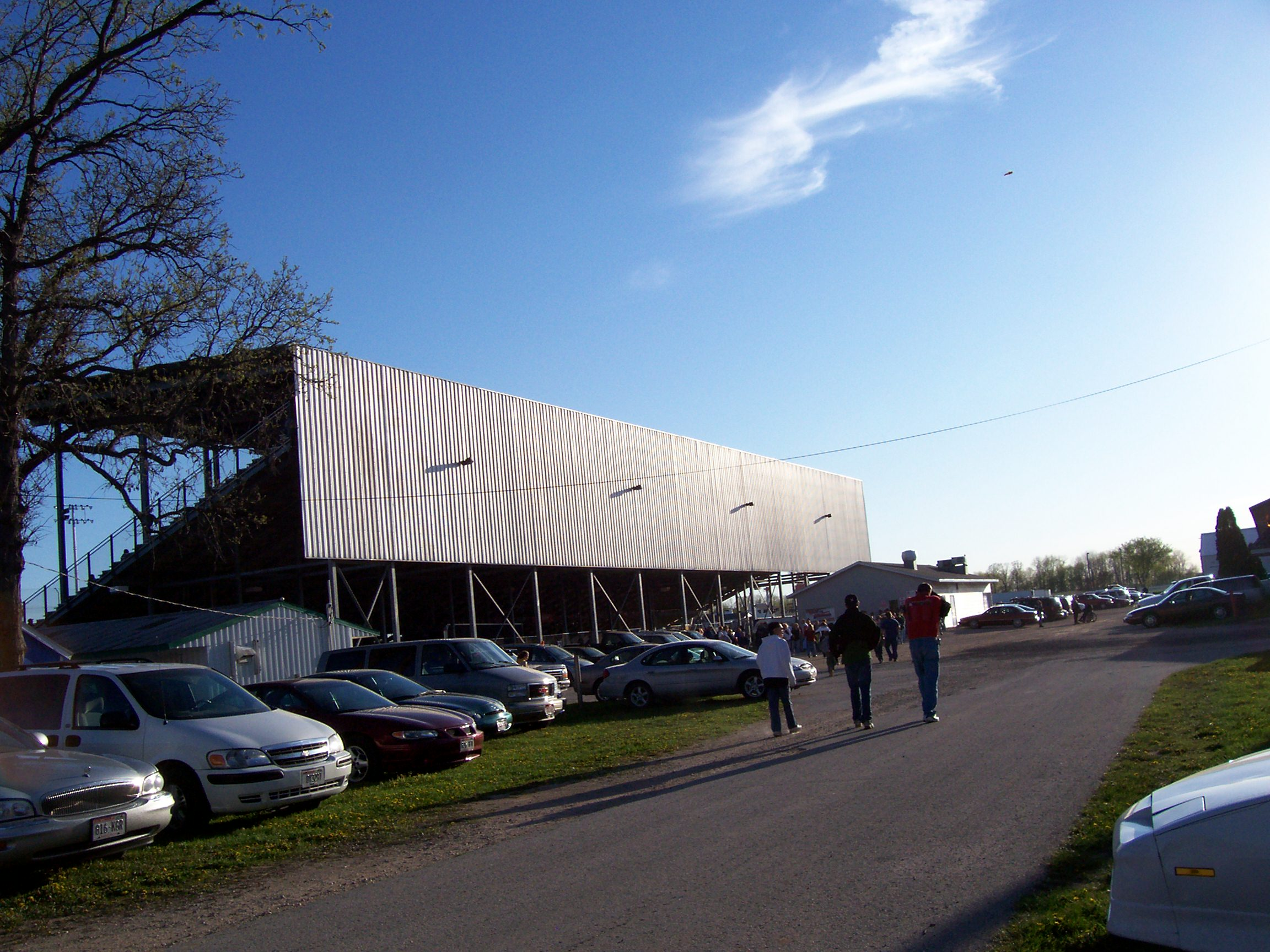